# Estrella variable W Virginis

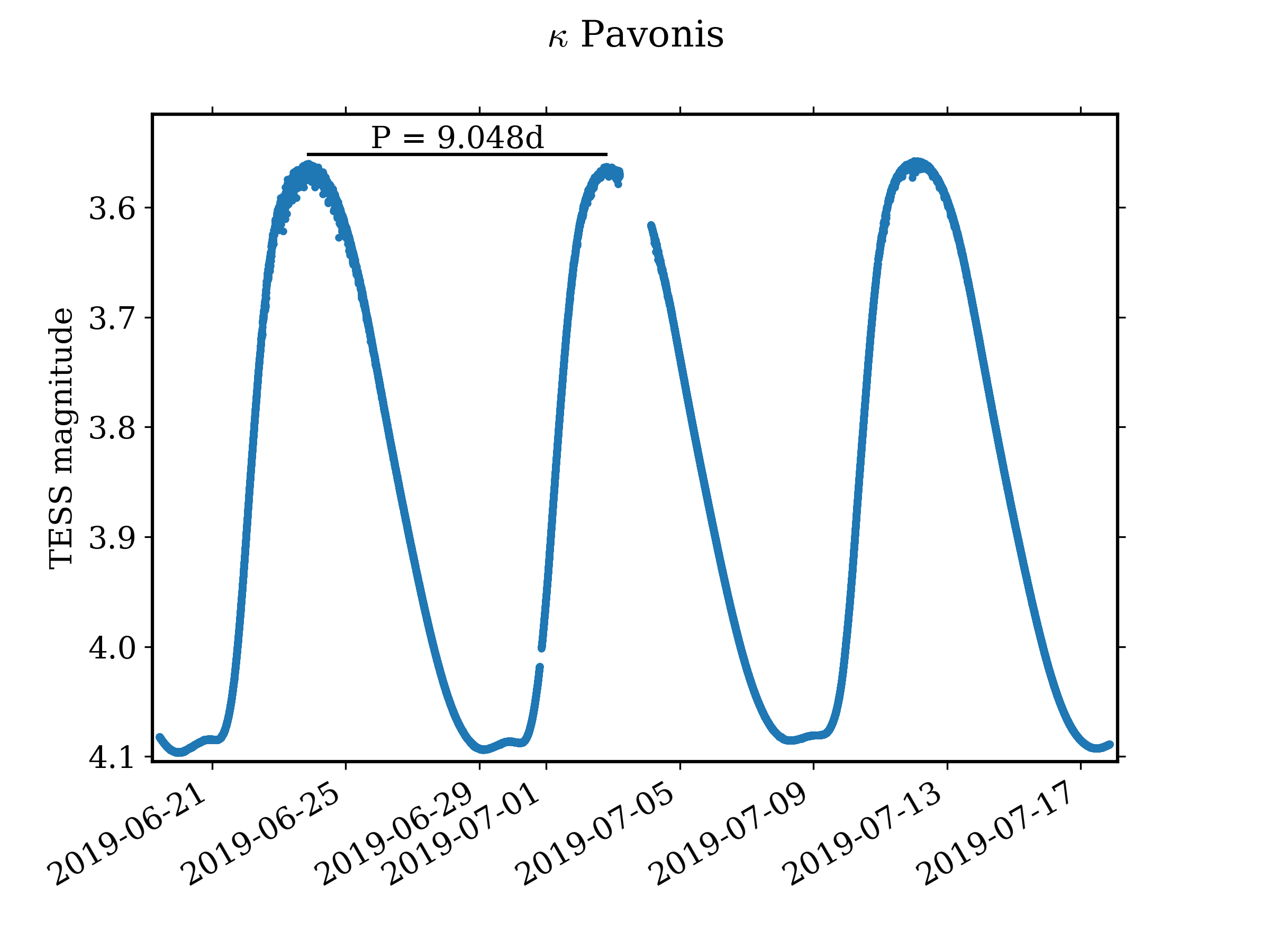
Curvatura de luz de estrellas variables W Virgins.

Las estrellas variables W Virginis son un tipo de estrellas variables pulsantes similares a las cefeidas. Al igual que otras cefeidas, muestran una relación entre su período y su luminosidad, pero diferente al de las cefeidas clásicas como δ Cephei o η Aquilae.
A diferencia de éstas son estrellas de Población II y por tanto tienen una metalicidad menor que la del Sol. Igualmente, sus amplitudes, sus curvas de luz, sus características espectrales y sus curvas de velocidad radial son diferentes. Típicamente tienen 1,5 magnitudes menos que las cefeidas clásicas pero son más luminosas que las variables RR Lyrae. Su masa es inferior a la masa solar, por lo que están claramente en un estado evolutivo diferente.
Tienen períodos de aproximadamente 10 - 20 días y son comunes en cúmulos globulares y en el halo galáctico, si bien también pueden encontrarse en otras zonas de las galaxias. Su máximo exponente, que ha dado nombre al grupo, es la estrella W Virginis.